# Djigouéra (département)
Cet article concerne le département et la commune rurale. Pour le village chef-lieu, voir Djigouéra (Djigouéra).

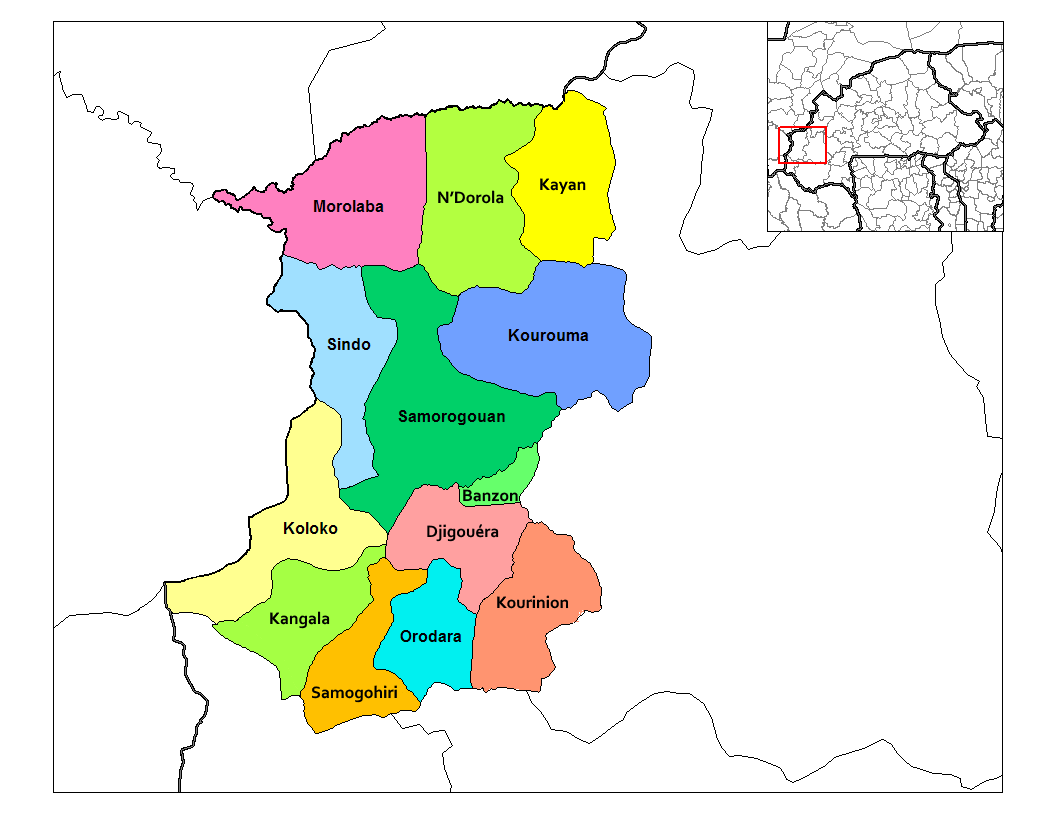
Localisation des départements de la province du Kénédougou.

Djigouéra est un département et une commune rurale de la province du Kénédougou, situé dans la région des Hauts-Bassins au Burkina Faso.
En 2006, le dernier recensement comptabilise 18 284 habitants.

## Villages
Le département et la commune rurale de Djigouéra est administrativement composé de douze villages, dont le village chef-lieu homonyme :
- Dian
- Diassaga
- Dissanga
- Djigouéra, chef-lieu
- Gossamandara
- Kaka
- Kassanga
- Kléni
- Kolokaka
- Kuini
- Sérékéni
- Soubakagnédougou